# پیز تیتشال
پیز تیتشال (به لاتین: Piz Titschal) یک کوه در سوئیس است که در کانتون گراوبوندن واقع شده‌است. پیز تیتشال ۲٬۵۵۰ متر بالاتر از سطح دریا واقع شده‌است.